# Najah de Souss (féminines)
 (juillet 2022).
Si vous disposez d'ouvrages ou d'articles de référence ou si vous connaissez des sites web de qualité traitant du thème abordé ici, merci de compléter l'article en donnant les références utiles à sa vérifiabilité et en les liant à la section « Notes et références ».
La section féminine du Najah de Souss est un club de football féminin marocain. Le club est affilié au Najah de Souss. L'équipe a été sacrée championne du Maroc en 2003 en battant le Chabab Atlas Khénifra.

## Histoire
Le club remporte l'édition 2010-2011 et l'édition 2012-2013 de la coupe du 8 mars.

## Palmarès
- Championnat marocain
  - Champion : 2003